# ФК «Локомотив» Москва в сезоне 2015/2016
Сезон 2015/2016 — 23-й сезон для московского «Локомотива» в высшем дивизионе чемпионата России. По итогам сезона «Локомотив» занял 6-е место в турнирной таблице.

## Ход сезона
Первый домашний матчРФПЛ сезона 2015—2016 «железнодорожники» проводили в третьем туре против московского Динамо. Тот матч завершился боевой ничьей 1:1.
На зимний перерыв команда ушла занимая 3-е место, при этом имея в своём активе 32 очка.
Вторую половину сезона «Локомотив» провёл заметно хуже, чем первую, и по итогам сезона опустился на шестое место.

## Итоги сезона
По результатам сезона «Локомотив» занял 6-е место в таблице.

## Трансферы

### Пришли
| Позиция | Игрок                | Прежний клуб | Трансферный период |
| ------- | -------------------- | ------------ | ------------------ |
| Вр      | Антон Коченков**     | Мордовия     | лето 2015          |
| ПЗ      | Максим Григорьев     | Ростов       | лето 2015          |
| ПЗ      | Александр Коломейцев | Амкар        | лето 2015          |
| ПЗ      | Дельвин Н’Динга      | Монако       | лето 2015          |
| Вр      | Антон Коченков**     | Краснодар    | зима 2015/2016     |
| ПЗ      | Владислав Игнатьев   | Кубань       | зима 2015/2016     |
| Нап     | Эзекиэль Хенти       | Олимпия      | зима 2015/2016     |

### Ушли
| Поз. | Игрок              | Новый клуб     | Трансферный период |
| ---- | ------------------ | -------------- | ------------------ |
| ПЗ   | Сергей Ткачёв      | Кубань         | лето 2015          |
| Защ  | Максим Беляев      | Шинник         | лето 2015          |
| ПЗ   | Ян Тигорев         | Динамо (Минск) | лето 2015          |
| Нап  | Роман Павлюченко   | Кубань         | лето 2015          |
| Вр   | Мирослав Лобанцев* | Крылья Советов | лето 2015          |
| Вр   | Антон Коченков*    | Краснодар      | лето 2015          |
| Нап  | Бай Умар Ньясс*    | Эвертон        | зима 2015/2016     |
| ПЗ   | Мубарак Буссуфа    | Гент           | зима 2015/2016     |
| ПЗ   | Антон Миранчук*    | Левадия        | зима 2015/2016     |
| ПЗ   | Сергей Макаров*    | Минск          | зима 2015/2016     |

* В аренду.

** Из аренды.

*** Свободный агент.